# 趙明均
趙 明均（チョ・ミョンギュン、조명균、1957年11月17日 - ）は、大韓民国の政治家。第39代統一部長官を務めた。
2018年1月9日から南北首脳会談（閣僚級）に韓国代表として参加。